# The Teahouse of the August Moon (obra de teatro)
The Teahouse of the August Moon (traducida como La casa de té de la luna de agosto en castellano) es una obra de teatro del dramaturgo estadounidense John Patrick, estrenada en 1953. Se trata de una adaptación de la novela homónima de Ven Sneider. Se trata de uno de los mayores éxitos de teatro de Broadway de la década de 1950.

## Argumento
Ambientada en 1946. A raíz de la Segunda Guerra Mundial, la isla de Okinawa fue ocupada por el ejército estadounidense. El Capitán Fisby, un joven oficial del ejército, es destinado por Su comandante, el coronel Purdy, a un pequeño pueblo de la isla llamado Tobiki. A Fisby se le asigna la tarea de aplicar el llamado "Plan B", consistente en enseñar a los nativos todas las bondades de la cultura estadounidense. Para ello se dispone, entre otras cosas, a organizar la elección democrática de alcalde, la construcción de una escuela, lecciones de democracia, y sentar las bases del capitalismo. En su ingente labor, Fisby está asistido por el intérprete local Sakini.
Tras recibir enviar numerosos regalos de los aldeanos, incluyendo una geisha llamada Flor de Loto, Fisby trata de encontrar productos locales sobre los que construir sus premisas capitalistas. Pronto se desalienta cuando los habitantes del pueblo no son capaces de encontrar un mercado para mano sus productos, artículos tales como geta (sandalias de madera), cuencos lacados, jaulas para grillos y sombreros de paja. Fisby también queda desolado cuando el nuevo gobierno municipal elegido por votación popular decide construir una casa de té (ochaya) para Flor de Loto con los materiales de construcción destinados inicialmente para la escuela. A través de los aldeanos, el capitán Fisby empieza a cambiar su visión de la situación y a apreciar la belleza de la preservación cultural y la más pausada forma de vida de los locales. Finalmente consiente en la construcción de la casa de té.
La gala de apertura de la casa de té es el momento en que el coronel Purdy decide realizar la inspección sobre los progresos realizados y se encuentra al capitán Fisby de serenata con los aldeanos y ataviado como ellos. Purdy ordena la destrucción de la casa de té. Finalmente, la casa es preservada y se llega al compromiso de respetar y entender la cultura local.

## Premios
La obra se alzó con el Premio Pulitzer, cinco Premios Tony y el New York Drama Critics Circle Award.

## Representaciones destacadas
- Martin Beck Theatre, Broadway, Nueva York, 15 de octubre de 1953. Estreno mundial. La obra se mantuvo en cartel casi tres años, con un total de 1027 representaciones.[5]
  - Dirección: Robert Lewis.
  - Intérpretes: John Forsythe (Fisby), David Wayne (Sakini), Paul Ford (Purdy), Mariko Niki (Flor de Loto), Larry Gates, William Hansen, Richard Akagi, Joyce Chen, Norman Chi, Kaie Deei, Jerry Fujikawa, Kikuo Hiromura, Kame Ishikawa, Harry Jackson.

- Her Majesty's Theatre, Londres, 1954.
  - Dirección: Robert Lewis.
  - Intérpretes: Eli Wallach, William Sylvester, Dickie Henderson, John Bushelle, Lionel Murton, Gaylord Cavallaro.

- Théâtre Montparnasse, París, 1955.
  - Dirección: Marguerite Jamois
  - Intérpretes: Félix Labisse, Yoko Tani, Jacques Hilling, Pierre Dac, Claude Rich, Albert Rémy

- Teatro María Guerrero, Madrid, 1958.[6]
  - Traducción: Rodolfo Usigli.
  - Dirección: Claudio de la Torre.
  - Decorados: Emilio Burgos.
  - Intérpretes: Ángel Picazo (Fisby), Anastasio Alemán (Sakini), Agustín Povedano (Purdy), Mari Carmen Díaz de Mendoza (Flor de Loto), Pedro Sempson, José Segura, Carlos M. Tejada.

- Teatro Emperador, León, 1959.[7]
  - Dirección: José Tamayo.
  - Decorados: Emilio Burgos.
  - Intérpretes: Fernando Guillén (Fisby), Anastasio Alemán (Sakini), José Sancho Sterling (Purdy), Asunción Sancho (Flor de Loto), Javier Loyola, Montserrat Noé.

## Adaptaciones
La obra fue llevada al cine en 1956, bajo el mismo título, con guion del propio Patrick y dirección de Daniel Mann, y protagonizada por Glenn Ford, Marlon Brando y Machiko Kyō.  
Además, se hizo un musical estrenado en 1970 en Broadway que se tituló Lovely Ladies, Kind Gentlemen.